# Coptognathus crassipes
Coptognathus crassipes är en skalbaggsart som beskrevs av Hermann Burmeister 1847. Coptognathus crassipes ingår i släktet Coptognathus och familjen Dynastidae. Inga underarter finns listade i Catalogue of Life.